# Вацлав Серошевський
Вацлав Серошевський (*Wacław Kajetan Sieroszewski, 21 серпня 1858 —†20 квітня 1945) — польський письменник, вчений-етнограф, революціонер. Писав під псевдонімом «Сірко».

## Життєпис
Походив зі шляхетської родини Серошевських гербу Роля. Народився у с. Вулька Козловська Варшавської губернії Російської імперії. Після тюремного ув'язнення батька за участь у повстанні 1863 року і смерті матері залишився під опікою сім'ї. За участь у патріотичних таємних товариствах був виключений російською владою з 5 класу початкової школи.
Після цього став вчитися на слюсаря у технічній школі залізничників. У 1870-ті роки зблизився із польськими соціалістами. В 1878 році його було заарештовано у Варшаві. У 1879 році заслано до Сибіру. Тут розпочав свою наукову та літературну діяльність. У 1880 році перебирається до Верхоянську. У 1892 році пом'якшують покарання й переводять до Іркутську. У 1894 році отримує дозвіл переїхати до Санкт-Петербурга. Наприкінці 1890-х років подорожував Кавказом.
За свої численні етнографічні роботи про жителів Якутії отримав підтримку Російського географічного товариства і у 1898 році Серошевському було надано право на проживання на території Царства Польського. Втім у 1900 році знову заарештовано за участь у демонстрації з нагоди відкриття пам'ятника Адаму Міцкевичу у Варшаві. Проте незабаром випущено.
За завданням Російського географічного товариства у 1903—1904 роках здійснив подорож на Далекий Схід Росії, де вивчав життя місцевих народів, та очолив науково-дослідницьку експедицію до Японії. У 1904 році подорожував Кореєю, Китаєм, Цейлоном (сучасна Шрі-Ланка), Єгиптом. Звідти повернувся до Варшави.
Під час революційних подій 1905 року знову заарештовано на декілька місяців. Після цього перебирається до Австро-Угорщини, де мешкав почергове у Кракові та Закопане.
У 1910—1914 роках жив в Парижі. Тут приєднався до асоціації «Стрілець», увійшов до лав 1-го кавалерійського полку польських легіонів Владислава Беліни-Пражмовського в Першій світовій війні.
У 1918 році як лідер Партії національної незалежності був міністром інформації та пропаганди в тимчасовому уряді Польської республіки. У 1927—1930 роках був президентом Союзу польських письменників. У 1933 році він був обраний членом Польської академії літератури. У 1933 році нагороджений Великою стрічкою Ордена Визволення Польщі. У 1935—1938 роках був членом Сенату.
Під час Другої Світової війни перебирається з Варшави до міста П'ясечно. Помер тут невдовзі після звільнення міста від німецьких військ у 1945 році.

## Творчість
У доробку Серошевського є праці політичного, етнографічного змісту. Він автор відомого агітаційного вірша «Чого вони хочуть» (1882 рік).
Знаний завдяки оповіданням та повістям з життя населення Сибіру — «Хайлак» (1893 рік), «На краю лісів» (1894 рік), «Чукчі» (1899 рік), збірка «У пастці» (1897 рік). Під впливом кавказьких подорожей написав одну з найкращих своїх новел «Дно злиднів». Результатом мандрівки Далеким Сходом стали «Китайські повісті» (1903 рік), «Заморський диявол» (1909 рік), «З хвилі на хвилю» (1910 рік), пройняті симпатією до народів Далекого Сходу.
У доробку Вацлава Серошевського є також історичні романи «Беньовський» (1916 рік) і «Океан» (1917 рік).

## Переклади українською
- Юзеф Пілсудський / В. Сєрошевський; пер. з пол. М. В-го. — Варшава: Син України, 1921. — 26 с.
- В тенетах [Текст]: повість / В. Сєрошевський; пер. з пол. Марія Коваленко. — Харків: Книгоспілка, 1930
- На дні страждання [Текст]: збірка оповідань / В. Сєрошевський; пер. Сидір Сакидон. — Харків: Книгоспілка, 1930
- Юань-Мін-тзі [Текст]: оповідання / В. Сєрошевський; пер. з пол. К. Козярський. — Харків: ДВУ, 1930
- Утеча [Текст]: роман / В. Сєрошевський; пер. з пол. Олександр Соколовський. — Харків: Література і мистецтво, 1931
- Пригоди тигра [Текст]: казки / В. Сєрошевський; пер. з пол. І. Деркач; худож. Л. Левицький. — Львів: Книжково-журнальне видавництво, 1958. — 110 с.